# Raphael Ritz
Maria Joseph Franz Anton Raphael Ritz, auch Alpen-Raphael oder Walliser Raphael (* 17. Januar 1829 in Brig, Kanton Wallis; † 11. April 1894 in Sitten, Kanton Wallis), war ein Schweizer Genre- und Landschaftsmaler der Düsseldorfer Schule.

## Leben

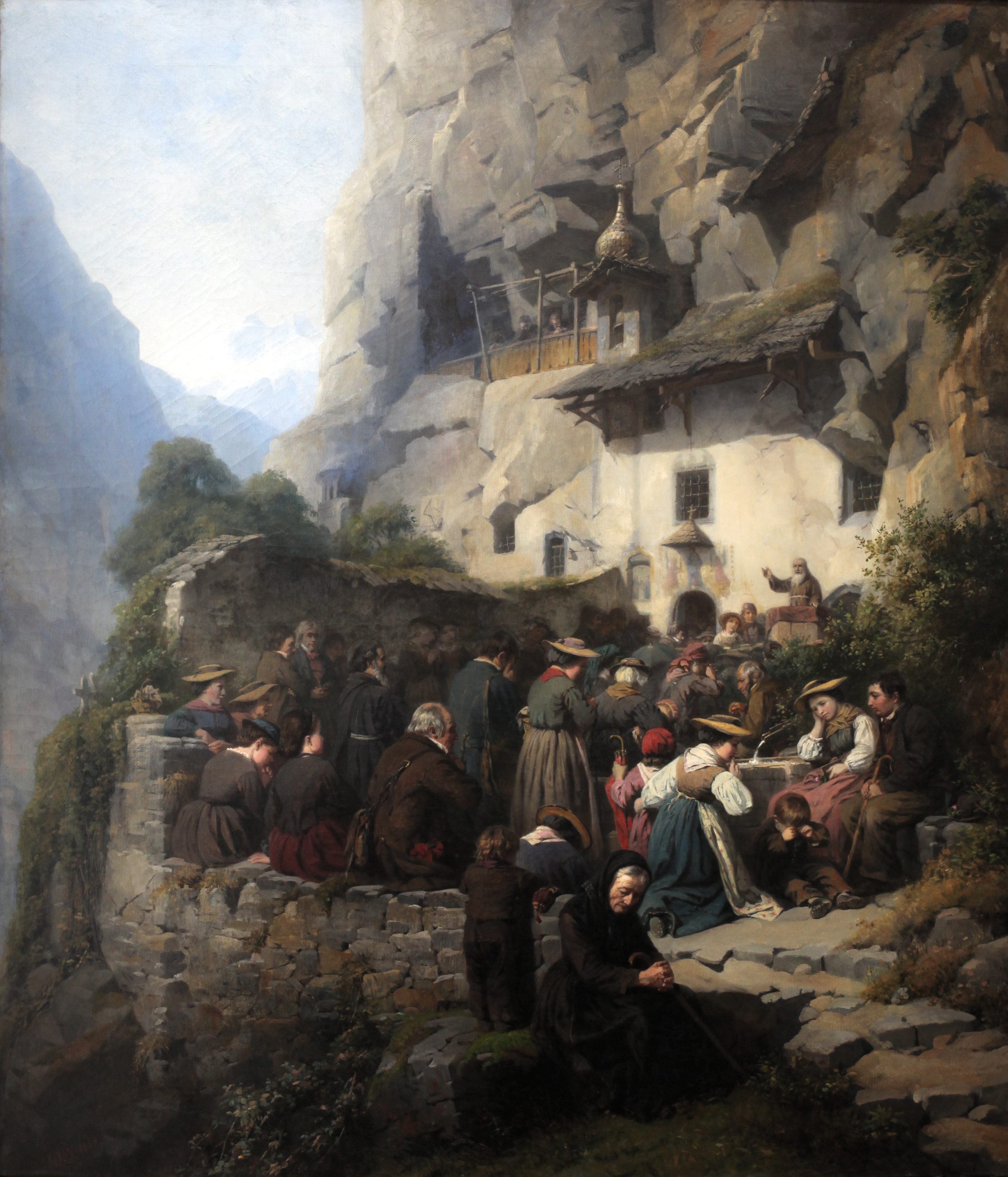
Pilgerfahrt nach Longeborgne, 1868

Ritz, das zweite von vier Kindern des aus Niederwald gebürtigen Offiziers, Politikers, Porträt- und Kirchenmalers Lorenz Justin Ritz (1796–1870) und dessen Ehefrau Josefa-Klara (Josephine) Kaiser, zog 1839 mit seiner Familie von Brig nach Sitten, wo die Mutter 1842 starb. Ersten Zeichenunterricht erhielt er bei seinem Vater. Auf dem Gymnasium interessierte er sich besonders für naturwissenschaftliche Fächer. In den Jahren 1851 bis 1853 ging er bei seinem Onkel, dem Historien-, Porträt- und Kirchenmaler Heinrich Kaiser (auch Keyser, 1813–1900), in Stans in die Lehre. Da dieser und sein Vater die künstlerische Eignung des zur Landschaftsmalerei tendierenden Zöglings bezweifelten, erwogen sie für ihn eine naturwissenschaftliche Ausbildung, die Ritz jedoch nicht antrat, nachdem Kontakt zu den nazarenischen Malern Paul von Deschwanden und Theodor von Deschwanden (1826–1861) geknüpft worden war und deren Rat zu der Entscheidung führte, an der Kunstakademie Düsseldorf Malerei zu studieren. So studierte er dort 1853 bis 1856 bei Heinrich Mücke, Karl Ferdinand Sohn, Wilhelm Schadow und Theodor Hildebrandt.
Anschliessend arbeitete er bis 1860 im Atelier des Genremalers Rudolf Jordan, der ihn an das folkloristisch-volkskundliche Genre heranführte. In dieser Zeit entwickelte sich Ritz zu einem Maler dieses Genres mit landschaftlich-idyllischer und schweizerischer Prägung. Zu Beginn der 1860er Jahre trug ihm seine Malerei erste grössere Erfolge ein, etwa 1860 durch Ankauf des Bildes Waldkapelle durch die Commission directrice de l’Exposition in Brüssel oder des Bildes Kleine Kavallerie durch den König von Preussen im Jahr 1862. 1860 bezog Ritz ein eigenes Atelier in Düsseldorf. Wegen Alters und Krankheit des Vaters kehrte er 1863 widerstrebend nach Sitten zurück, wo er diesem bei der Anfertigung von Altarbildern half. 1865 reiste Ritz wieder nach Düsseldorf zurück, um sich dort dauerhaft niederzulassen. Im Winter 1865/1866 erkrankte er. Dies zwang ihn erneut und endgültig dazu, nach Sitten zurückzukehren. 1867 ging es ihm gesundheitlich wieder besser.
In den folgenden Jahren betätigte sich Ritz neben der Malerei auch naturwissenschaftlich und veröffentlichte Schriften auf den Gebieten der Botanik, Geologie, Mineralogie, Archäologie, Geschichte und Volkskunde, etwa im Jahrbuch des Schweizer Alpen-Clubs, dem er als Mitglied angehörte. 1874 legte er einen Kuraufenthalt in Albisbrunn ein. 1875 heiratete er Caroline Nördlinger, die Tochter eines Ingenieurs aus Tübingen. Das Paar bekam fünf Kinder, darunter den späteren Mathematiker und Physiker Walter Ritz. Eine Erkrankung, die ihn ab 1889 beeinträchtigte, führte 1894 zu seinem Tod.
Ritz gehörte zu den Entdeckern der landschaftlichen Schönheit von Savièse und motivierte Ernest Biéler, einen Begründer der Schule von Savièse, sich dort niederzulassen.
Bedeutung erwarb Ritz ferner durch seine Beteiligung an der Gründung des kantonalen archäologischen Museums des Wallis und des Schweizerischen Landesmuseums. Ausserdem erwarb er sich Verdienste um die Restaurierung von Walliser Kulturdenkmälern. Ritz war Mitglied überkantonaler Gesellschaften wie der Eidgenössischen Kommission für die Erhaltung historischer Kunstdenkmäler. Wissenschaft und Kunst verhalfen ihm trotz seiner kulturellen Isolierung im Wallis zu großer Bekanntheit.

## Werke (Auswahl)

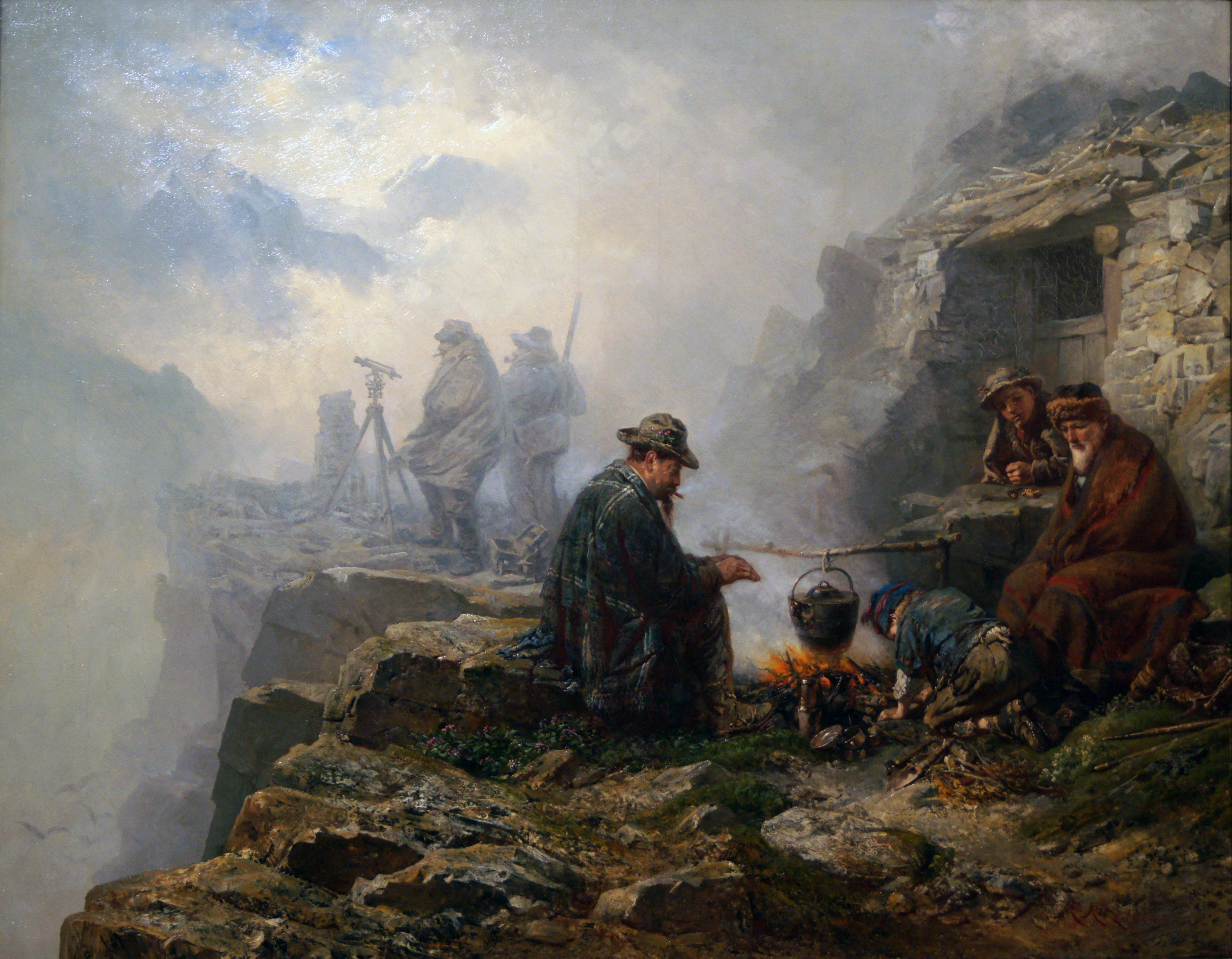
Ingenieure im Gebirge, 1869/1870

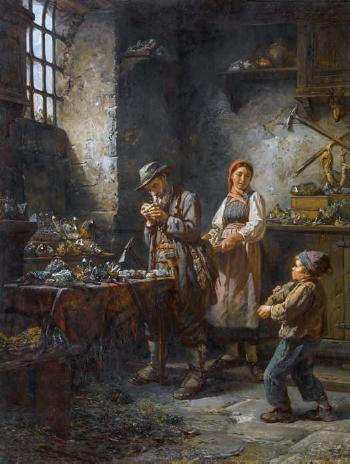
Der Mineraloge, 1883, Porträt des Mineralogen Gerhard vom Rath

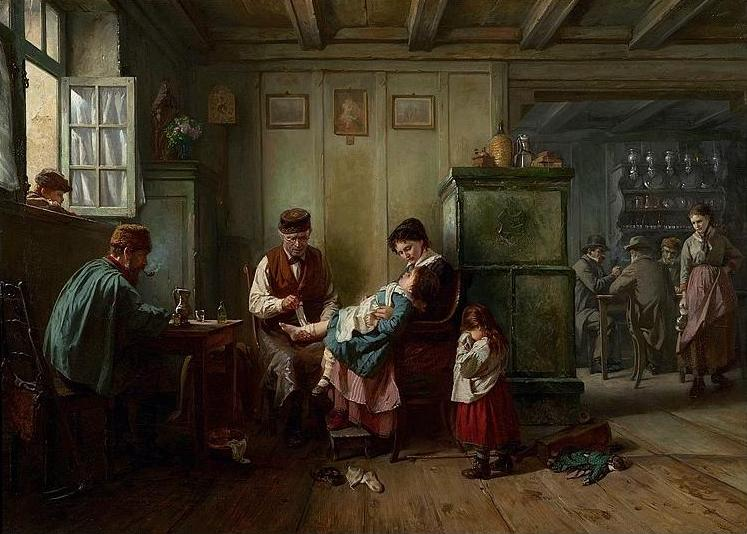
Der Gelegenheitsdoktor, 1886

Ritz’ Œuvre, das der spätromantischen Richtung der Düsseldorfer Malerschule verpflichtet ist, umfasst etwa 500 Ölgemälde. Zeichnungen, die in der Düsseldorfer Zeit noch eine eigenständige Bedeutung innehatten, waren später nur Studien zu seinen Gemälden. Unter Jordans Einfluss nahm das Interesse für die Ausdrucksmöglichkeiten der Farbe einen bedeutenden Platz in seinem künstlerischen Schaffen ein. Die anfänglich differenzierte und realistische Wiedergabe des Lichts und der Stofflichkeit von Oberflächen wurde in seinem späteren Werk durch eine Tendenz zu unwirklichen Farbtönen und durch ein Verebben der Farbgestaltung verdrängt.
- Kammer in Kleinbremen, 1856
- La Sionne, 1857
- Waldkapelle, 1860
- Kleine Kavallerie, 1862
- Gottesdienst in der Bittwoche, 1863
- Majoria, 1867
- Pilgerfahrt nach Longeborgne, 1868
- Ingenieure im Gebirge (Ingenieure im Nebel), 1869/1870
- Hirtenkinder in der Kapelle von Schloss Tourbillon bei Sitten, 1872
- Der Botaniker im Gebirge, 1872
- Am Festvorabend oder Die zwei Lebensalter, um 1873
- Dreikönigszug in Savièse, vor 1875
- Andacht in den Alpen, 1878
- Rastende Hochtouristen, 1879
- Touristen auf der Alp, 1880
- Frau in einer Küche auf Valeria lesend, 1881
- Kartenspielende Geissbuben, 1881
- Der Botaniker, 1883
- Der Mineraloge, 1883
- Der Gelegenheitsdoktor, 1886
- Die Begradigung der Rhone, 1888
- Pilger von Savièse, 1894